# Паркано
Па́ркано (фин. Parkano) — город в провинции Пирканмаа в Финляндии.
Численность населения составляет 6 127 человек (2023). Город раскинулся на площади в 909,76 км², 57,5 км² из которых занимает водная поверхность. Плотность населения — 8,20 чел/км².

## Известные уроженцы и жители
- Кай Суйкканен — финский хоккеист.